# 紀伊型戦艦
紀伊型戦艦（きいがたせんかん）は日本海軍が八八艦隊計画で計画した戦艦で、いわゆる超弩級戦艦である。4隻の建造が計画され、1番艦「紀伊」は呉海軍工廠で、2番艦「尾張」は横須賀海軍工廠で建造予定であった。残り2隻は艦名未定。1922年（大正11年）2月締結のワシントン海軍軍縮条約に基づき、建造中止となった。

## 概要
八八艦隊計画の完成案である八八艦隊案の予算が1919年（大正8年）に提出、翌1920年（大正9年）に成立し、加賀型戦艦と天城型巡洋戦艦に続く第九号艦以降の戦艦・巡洋戦艦の計画が進められていた。当初は建造期間や予算の問題から加賀型や天城型の同型ないし一部改正型の追加建造を検討していたが、その途上で火力や防御力で加賀型を上回るサウスダコタ級戦艦の建造情報を入手したこともあって、用兵側からサウスダコタ級に対抗できる新型艦を要求する声が高まった。また同時期に平賀譲が4連装砲塔の採用を上申したこともあり、1920年（大正9年）春から次期戦艦に搭載する主砲口径や砲塔形式を検討する「主砲研究会」が軍令部参謀であった安保清種を長として開かれた。
主砲研究会では41センチ砲の50口径化による威力の向上や将来の46センチ砲採用、41センチ3連装砲塔を4基搭載する12門艦の早期建造を提言したものの、1921年（大正10年）度の起工を予定していた八八艦隊計画の第九号艦と第十号艦には新型主砲や砲塔の準備が間に合わないことから、天城型巡洋戦艦を基にして一部を改正した戦艦を建造することになった。このため兵装や機関出力は天城型と同一で、船型もほとんど共通であるが、戦艦への改正により、天城型と比較すると舷側や甲板、主砲塔等の装甲を1インチから1インチ半増厚、煙路や通気口への防御甲板追加で加賀型戦艦を上回る防御に強化し排水量が約1400～1600トン増加することとなった。速力は天城型よりは低下するが、戦艦としては高速な29.75ノットとされた（ただし、これらは机上の計算値でしかなく、実際には重量増が1400トン程度では収まらず、速力はより低下していただろうという説もある）。
こうして八八艦隊計画の第九号艦と第十号艦を紀伊型として建造することは決定し、1921年（大正10年）10月に「紀伊」「尾張」の建造訓令が出された。一方で1922年（大正11年）度以降の建造が予定されていた第十一号艦と第十二号艦については紀伊型の船体を基本としつつ主砲研究会の提言通り新型の主砲や砲塔を搭載する案、船体規模を5万トン前後に大型化する案なども検討されていた。
ワシントン会議の開催時点で、呉海軍工廠では巡洋戦艦「赤城」を、横須賀海軍工廠では巡洋戦艦「天城」を建造中で、2隻とも進水を終えていなかった。「紀伊」（呉工廠）と「尾張」（横須賀工廠）は材料の準備が大部分終わったところであったという。
ワシントン軍縮条約の締結により、加賀型戦艦は建造中止、「紀伊」と「尾張」は起工を待たず建造取りやめ。第十一号艦と第十二号艦も詳細な設計には至らず中止された。

### その後
太平洋戦争の最中に刊行された『ジェーン海軍年鑑』では、日本海軍が5隻建造に着手している4万トン級新型戦艦（大和型戦艦）の艦名について「日進」「高松」「紀伊」「尾張」「土佐」と推定した。
大和型戦艦の4番艦（111号艦）は、第二復員局が1951年（昭和26年）にまとめた資料によれば「紀伊」という艦名であった。
後の「超大和型戦艦」（計画のみ）は紀伊と尾張の名を受け継ぐ予定であったとも言われる。

## 同型艦
- 紀伊（きい）：1920年(大正9年)10月1日命名[15]。壱岐と命名と報道されたことがある[注釈 8]。11月4日信号符字GQADを添付[17]。11月9日艦艇類別等級表、戦艦の欄に追加[1]。1921年(大正10年)10月12日呉鎮守府(呉海軍工廠)に宛て建造訓令[18]。1924年(大正13年)4月14日建造取りやめ[19][20]、同日艦艇類別等級表から削除[21]。
- 尾張（おわり、旧字:をはり）：1920年10月1日命名[15]。11月4日信号符字GQAE[17]。11月9日艦艇類別等級表、戦艦の欄に追加[1]。1921年(大正10年)10月12日横須賀鎮守府(横須賀海軍工廠)に宛て製造訓令[22]。1924年(大正13年)4月14日建造取りやめ[19][23]、同日艦艇類別等級表から削除[21]。
- 第十一号艦（仮称艦名：第十三号戦艦、予定艦名：駿河）：(神戸)川崎造船所で起工予定であった。1923年(大正12年)11月19日建造取りやめ[23]。
- 第十二号艦（仮称艦名：第十四号戦艦、予定艦名：近江）：三菱長崎造船所で起工予定であった。1923年(大正12年)11月19日建造取りやめ[23]。